# 陳松青 (政府官員)
陳松青，JP（1970年1月14日—），香港政府官員，現任醫務衞生局常任秘書長。

## 簡歷
陳松青1991年6月加入香港政府行政職系，其後轉任政務職系。他曾於政務總署、規劃環境地政科、公務員事務科、香港駐日內瓦經濟貿易辦事處及衞生福利及食物局等多個部門任職。2008年2月至2012年2月期間，他擔任食物及衞生局副秘書長（衞生）。2012年2月至6月曾擔任防止及處理潛在利益衝突獨立檢討委員會秘書，並於同年9月起出任發展局副秘書長（規劃及地政）。2017年7月1日起升任地政總署署長。
2020年5月4日，陳松青被調職到食物及衞生局擔任「主任（衞生）特別職務」（Director (Health) Special Duties）。
陳松青於2020年6月5日出任食物及衞生局常任秘書長（衞生）（Permanent Secretary for Food and Health (Health)），接替展開退休前休假的謝曼怡。

## 榮譽

### 殊勳
- 官守太平紳士（J.P.）（2009年7月1日－）[5]

## 外部連結
- 陳松青 LinkedIn 頁

| 政府职务                                | 政府职务                                | 政府职务                              |
| --------------------------------------- | --------------------------------------- | ------------------------------------- |
| 前任者： 自己（食物及衛生局常任秘書長） | 醫務衞生局常任秘書長                    | 現任                                  |
| 前任者： 謝曼怡                         | 食物及衛生局常任秘書長（衞生）          | 繼任者： 自己（醫務衞生局常任秘書長） |
| 前任： 甯漢豪                           | 地政總署署長 2017年7月1日－2020年5月4日 | 繼任： 黎志華                         |